# Ali Smith

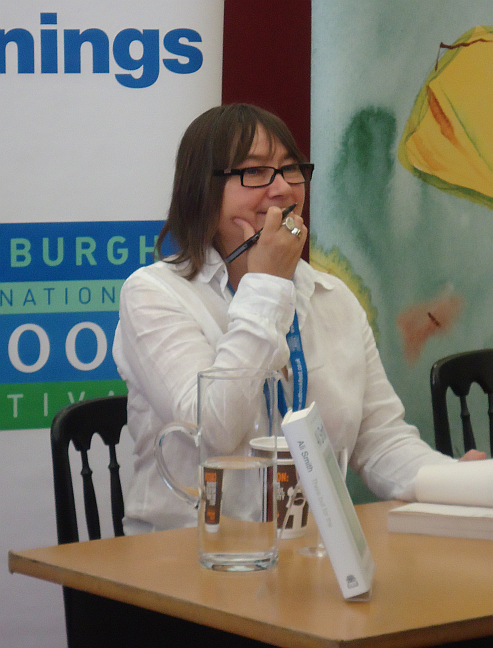
Ali Smith (2011)

Ali Smith CBE (* 24. August 1962 in Inverness) ist eine schottische Schriftstellerin mit Wahlheimat in England.

## Leben
Smith wuchs in Inverness auf und lebt gegenwärtig in Cambridge. Smith studierte in Aberdeen und danach in Cambridge. Sie war nach ihrer Studienzeit an der Universität Strathclyde als Lecturer beschäftigt. Smith erkrankte am Chronischen Fatigue-Syndrom. Sie musste krankheitsbedingt ihren Beruf als Literaturdozentin aufgeben und begann die Arbeit an ihrer ersten Sammlung von Erzählungen, Free Love and Other Stories.
Die meisten ihrer Werke sind im Penguin-Imprint Hamish Hamilton erschienen. In Deutschland werden ihre Bücher beim Luchterhand Literaturverlag verlegt.
Mehrere ihrer Gedichte wurden im Rahmen des »Ballads of the Book« Projekts vertont.
Seit über 17 Jahren lebt Smith mit ihrer Lebenspartnerin Sarah Wood zusammen und widmet ihr alle Bücher.

## Preise und Auszeichnungen
- 2005: Shortlist für den Booker Prize[3] für The Accidental
- 2012: Hawthornden-Preis für There but for the
- 2013: Nominierung zum Goldsmiths Prize für Artful
- 2014: Shortlist für den Booker Prize für How To Be Both
- 2014: Gewinn des Goldsmiths Prize für How To Be Both
- 2014: Costa Book Award für How To Be Both
- 2015: Baileys Women’s Prize for Fiction für How To Be Both[4]
- 2017: Shortlist für den Booker Prize für Autumn
- Sie wurde 2015 mit der Neujahrsliste der Königin zum Commander of the Order of the British Empire (CBE) ernannt.
- 2021: Orwell Prize for Political Fiction für Summer[5]
- 2022: Österreichischer Staatspreis für Europäische Literatur

## Werke von Smith

### Kurzgeschichten (Auswahl)
- The First Person and Other Stories. Penguin, 2009 (dt. Die erste Person, übersetzt von Silvia Morawetz, Luchterhand Literaturverlag, München 2009)
- Ali Smith's Supersonic 70s. (Pocket Penguins 70's, No. 30), Penguin, 2005 (stimmt mit dem Anfangskapitel von The Accidental überein)
- The Whole Story and Other Stories. 2003.
- Other Stories and Other Stories. 1999.
- Free Love and Other Stories. 1995, (erhielt den Saltire First Book of the Year Award)

### Romane
- Companion piece. Hamish Hamilton, London 2022, ISBN 978-0-241-54135-7.
  - dt.: Gefährten. Übersetzt von Silvia Morawetz. Luchterhand Literaturverlag, München 2023, ISBN 978-3-630-87728-0.
- Summer. Hamish Hamilton, London 2020, ISBN 978-0-241-20707-9.
  - dt.: Sommer. Übersetzt von Silvia Morawetz. Luchterhand Literaturverlag, München 2021, ISBN 978-3-630-87581-1.
- Spring. Hamish Hamilton, London 2019, ISBN 978-0-241-20704-8.
  - dt.: Frühling. Übersetzt von Silvia Morawetz. Luchterhand Literaturverlag, München 2021, ISBN 978-3-630-87580-4.
- Winter. Hamish Hamilton, London 2017, ISBN 978-0-241-20702-4.
  - dt.: Winter. Übersetzt von Silvia Morawetz. Luchterhand Literaturverlag, München 2020, ISBN 978-3-630-87579-8.
- Autumn. Hamish Hamilton, London 2016, ISBN 978-0-241-20700-0.
  - dt.: Herbst. Übersetzt von Silvia Morawetz. Luchterhand Literaturverlag, München 2019, ISBN 978-3-630-87578-1.
- How to Be Both. Hamish Hamilton, London 2014, ISBN 978-0-241-14521-0.
  - dt.: Beides sein. Übersetzt von Silvia Morawetz, Luchterhand Literaturverlag, München 2016, ISBN 978-3-630-87495-1.
- There but for the. Hamish Hamilton, 2011.
  - dt.: Es hätte mir genauso. Übersetzt von Silvia Morawetz. Luchterhand Literaturverlag, München 2012, ISBN 978-3-630-87312-1.
- Girl Meets Boy: The Myth of Iphis. Canongate, 2007.
- The Accidental. 2004 (gelistet für den Man Booker Prize 2005 und Sieger des Whitbread Novel of the Year Award 2005).
  - dt.: Die Zufällige. Übersetzt von Silvia Morawetz, Luchterhand Literaturverlag, München 2006, ISBN 978-3-630-87233-9.
- Hotel World. 2001 (Sieger des Encore Award und des Scottish Arts Council Book of the Year Award; gelistet für den Orange Prize for Fiction 2001 und den Man Booker Prize 2001).
- Like. Virago, 1997.